# Parângu Mare
O Parângu Mare é uma montanha da Roménia, com 2519 m de altitude e 2103 m de proeminência topográfica. É o mais alto pico das Montanhas Parâng, no grupo Parâng dos Cárpatos Meridionais. Situa-se na fronteira entre os condados de Gorj e Hunedoara. Tem menos 25 metros de altitude que o monte mais alto da Roménia, o Monte Moldoveanu, mas tem maior proeminência topográfica que esse, sendo o mais proeminente do país, e o seu cume-pai é o Gerlach (2655 m de altitude), na Eslováquia.